# Liste der Straßennamen von Frankfurt am Main/U
Überlinger Weg, Fechenheim
Überlingen am Bodensee, Stadt im Bodenseekreis, Baden-Württemberg
Uhlandstraße, Ostend
Johann Ludwig Uhland (1787–1862) war deutscher Dichter, Literaturwissenschaftler, Jurist und Politiker. 1848 Abgeordneter in der Frankfurter Nationalversammlung.
Uhlfelderstraße, Fechenheim
Hermann Uhlfelder (1867–1949), war von 1900 bis 1932 Leiter des Hafen- und Brückenbauamtes in Frankfurt. Unter seiner Ägide entstand der Osthafen.
Ulmenstraße, Westend
nach den vielen Ulmen, die früher die Straße säumten. So einfach ist mancher Straßenname herzuleiten.
Ulrichstraße, Eschersheim/Dornbusch
nach mehreren prominenten Vertretern aus dem Geschlecht der Hanauer Grafen, zu deren Herrschaft vormals auch Eschersheim gehörte.
Untere Burggasse, Nieder-Erlenbach
nach dem Herrenhaus Glauburg
Untere Rützelstraße, Griesheim
Straße zwischen Main und Hartmannsweilerstraße, im Volksmund auch „Maa-Gass“, Maingasse, genannt. Über sie konnte man die Fähre nach Goldstein erreichen (s. a. Erläuterungen zum benachbarten Sträßchen „An der Fähre“).
Unterer Atzemer, Ostend
Flurnamen, der schon im 15. Jahrhundert nachweisbar ist und auf den germanischen Namen Azzo zurückgehen soll.
Untermainkai, Altstadt/Bahnhofsviertel
Uferpromenade und Hafenanlagen zwischen Alter Brücke und Friedensbrücke, mit den „Nizza-Gärten“, die bereits von 1866 bis 1875 angelegt wurden. Von 1933 bis 1945 umbenannt in Hermann-Göring-Ufer nach dem Reichsmarschall und Kriegsverbrecher Hermann Göring (1893–1946), einem maßgeblichen Exponenten des Nationalsozialismus.
Urnbergweg, Harheim
Urnberg, Flurname in Harheim, eigentlich „Ohren-Berg“; erstmals in der 2. Hälfte des 15. Jahrhunderts als „Orenberg“, später auch als „Ohrnberg“ oder „Vrnberg“ belegt
Urseler Weg, Nieder-Eschbach
Oberursel, Stadt im Hochtaunuskreis
Ursinusstraße, Bockenheim
Carl Oskar Ursinus (1878–1952) war deutscher Flugpionier und Begründer des deutschen Segelflugsports auf der Wasserkuppe (Rhön).
Usastraße, Bergen-Enkheim
nicht die USA, sondern der kleine Fluss Usa, an dem auch Usingen, Friedberg und Bad Nauheim liegen, gaben der Straße ihren Namen. Nebenfluss der Wetter, nach der die Wetterau benannt ist.
Usinger Straße, Bornheim
Usingen, Stadt im Hochtaunuskreis
Utrillostraße, Kalbach
Maurice Utrillo (1883–1955) war ein französischer Maler.